# Freeport (Florida)
Freeport ist eine Stadt im Walton County im US-Bundesstaat Florida.
Das U.S. Census Bureau hat bei der Volkszählung 2020 eine Einwohnerzahl von 5861 ermittelt.

## Geographie
Freeport grenzt im Süden an die Choctawhatchee Bay. Die Stadt liegt rund 20 Kilometer südlich von DeFuniak Springs sowie etwa 110 Kilometer östlich von Pensacola.

## Demographische Daten
Laut der Volkszählung 2010 verteilten sich die damaligen 1787 Einwohner auf 983 Haushalte. Die Bevölkerungsdichte lag bei 64,1 Einw./km². 87,6 % der Bevölkerung bezeichneten sich als Weiße, 2,9 % als Afroamerikaner, 1,8 % als Indianer und 1,7 % als Asian Americans. 3,3 % gaben die Angehörigkeit zu einer anderen Ethnie und 2,7 % zu mehreren Ethnien an. 9,1 % der Bevölkerung bestand aus Hispanics oder Latinos.
Im Jahr 2010 lebten in 34,9 % aller Haushalte Kinder unter 18 Jahren sowie 20,1 % aller Haushalte Personen mit mindestens 65 Jahren. 67,2 % der Haushalte waren Familienhaushalte (bestehend aus verheirateten Paaren mit oder ohne Nachkommen bzw. einem Elternteil mit Nachkomme). Die durchschnittliche Größe eines Haushalts lag bei 2,55 Personen und die durchschnittliche Familiengröße bei 3,03 Personen.
28,4 % der Bevölkerung waren jünger als 20 Jahre, 27,1 % waren 20 bis 39 Jahre alt, 29,7 % waren 40 bis 59 Jahre alt und 15,0 % waren mindestens 60 Jahre alt. Das mittlere Alter betrug 37 Jahre. 50,0 % der Bevölkerung waren männlich und 50,0 % weiblich.
Das durchschnittliche Jahreseinkommen lag bei 39.327 $, dabei lebten 21,6 % der Bevölkerung unter der Armutsgrenze.
Im Jahr 2000 war Englisch die Muttersprache von 99,12 % der Bevölkerung und spanisch sprachen 0,88 %.

## Verkehr
Freeport wird vom U.S. Highway 331 sowie von der Florida State Road 20 durchquert.
Der nächste Flughafen ist der Destin–Fort Walton Beach Airport (rund 40 Kilometer westlich).

## Persönlichkeiten
- Dannica Mosher (* 1993), Basketballschiedsrichterin